# 冬曲
冬曲，又譯旦曲，是中国长江流域的一条河流，汇入布曲，属于长江源水系。河长134千米，流域面积2857平方千米，年均流量8立方米每秒。自然落差692米。水能理论蕴藏量2万千瓦。